# Formateur aux permis de conduire les bateaux de plaisance à moteur

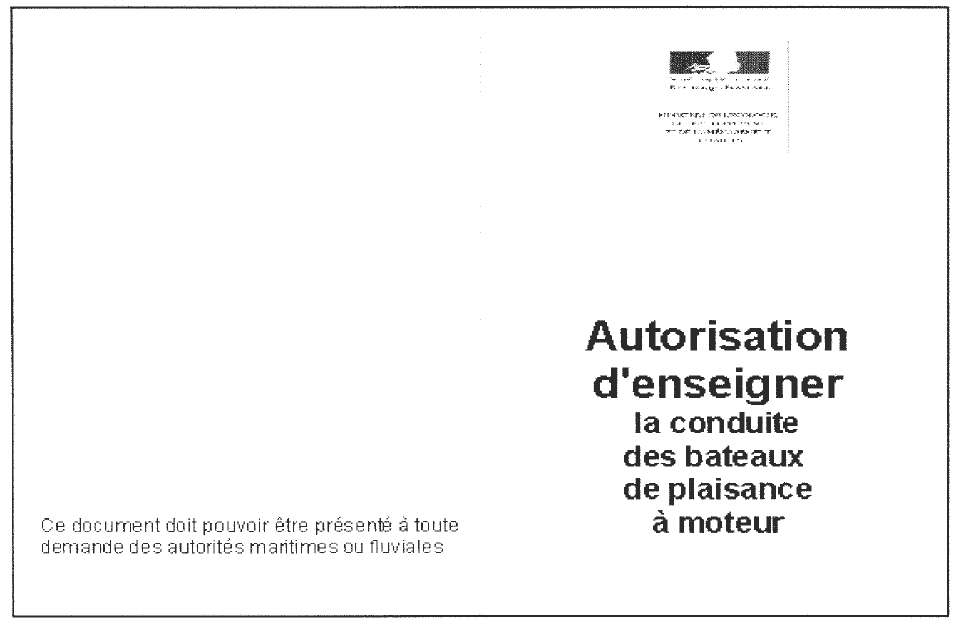
Autorisation d'enseigner la conduite des bateaux de plaisance à moteur.

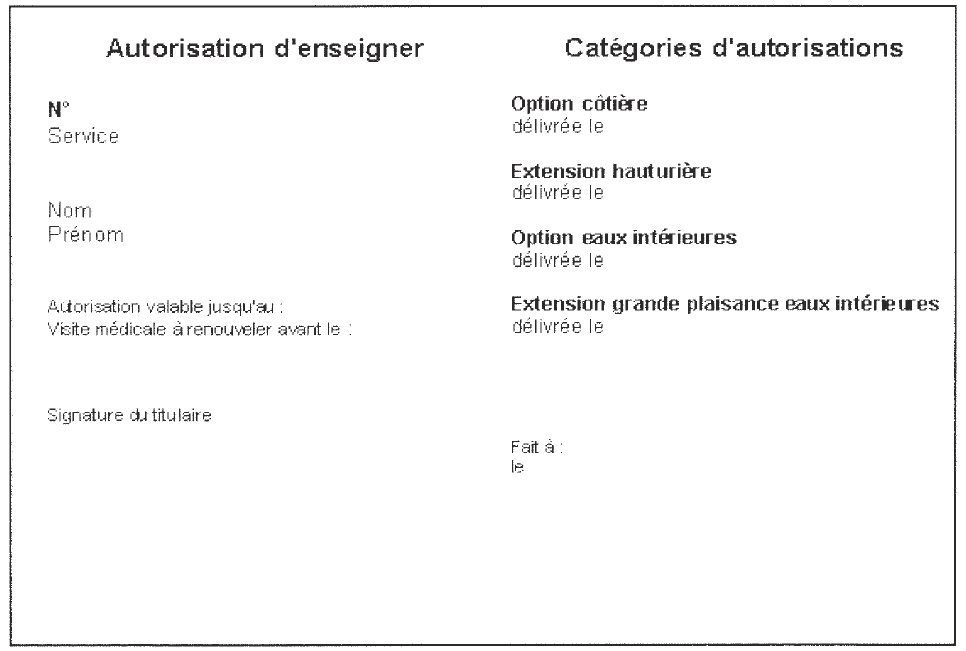
Autorisation d'enseigner la conduite des bateaux de plaisance à moteur.

La profession de moniteur de bateau école, ou moniteur permis bateau, a longtemps été ouverte à tout possesseur d'un permis bateau.
L'accès à cette profession a été réglementé depuis le 4 août 2007, elle est maintenant accessible sous certaines conditions.

## Autorisation d'enseigner la conduite des bateaux de plaisance à moteur
Il existe désormais une formation et un diplôme spécifique de formateur permis plaisance : le Certificat de Qualification Professionnel d'Instructeur Permis Plaisance créé et délivré par la Fédération des Industries Nautiques. 
Néanmoins, c'est une autorisation délivrée par la Direction Départementale des Affaires Maritimes qui autorise l'enseignement : l'autorisation d'enseigner la conduite des bateaux de plaisance à moteur.
Pour déposer son dossier de demande d'autorisation le postulant doit être titulaire :
- Du permis plaisance pour lequel il assurera les formations - Il doit être titulaire d'un permis plaisance (mer ou rivière) depuis plus de trois ans.
- D'une attestation de formation aux premiers secours PSC1 ou autre (PS Mer, Médical 1, Médical 2 ou 3, ...).
- D'un titre de niveau égal ou supérieur au niveau V sanctionnant une formation d'enseignement, ou d'animation, dans le domaine du nautisme (exemple moniteur de voile)[1].
- Du certificat restreint de radiotéléphoniste CRR ou d'un titre professionnel de radiotéléphonie maritime (CRO, CGO).
- D'une attestation de suivi de formation à l'évaluation.

Il doit en outre être apte physiquement à la profession et n'avoir pas subi de condamnation à certaines peines correctionnelles.
décret 2007-1167 du 02/08/2007 et l'arrêté du 28/009/2007

## Formations spécifiques
Les formations spécifiques au métier de moniteur permis bateau sont les suivantes :
- La formation à l'évaluation pour formateur aux permis de conduire les bateaux de plaisance à moteur : il s'agit d'une formation de 20h durant laquelle le stagiaire recevra des bases pédagogiques et étudiera les 18 objectifs de formation et d'évaluation des candidats aux permis bateau détaillés dans le livret du candidat.
- Le Certificat de Qualification Professionnelle Instructeur Permis Plaisance : cette formation de 110h permet d'obtenir un titre professionnel de niveau V spécifique au métier de moniteur permis bateau.

## Exercice de la profession
Pour enseigner la conduite des bateaux à moteur, le moniteur est obligatoirement subordonné à un établissement bateau école agréé soit comme salarié, soit comme intervenant vacataire soit encore comme bénévole dans un cadre associatif.

## Établissements de formation
Les établissements de formation agréés à la conduite des bateaux de plaisance à moteur sont environ 1000 en France métropolitaine et dans les Départements d'Outre-Mer. Il y a un peu moins de 2000 formateurs titulaires de l'autorisation d'enseigner. 

## Responsabilités
Il est à noter que depuis la mise en place de l'autorisation d'enseigner, le moniteur prend une part plus importante dans le système de délivrance des permis. En effet depuis le 01/01/2008 le candidat au permis bateau option côtière ou option eaux intérieures ne passe plus comme auparavant un examen de conduite devant un examinateur. 
C'est le moniteur qui délivre lui-même l'attestation de réussite à la partie pratique de la formation, ce qui entraîne l'obtention du permis. Sa responsabilité est de fait beaucoup plus importante qu'avant la réforme.
Le moniteur a l'obligation de respecter le suivi pédagogique en 18 objectifs décrit sur le livret du candidat au permis bateau et les temps de formation minimum prévus par les textes. Il doit par ailleurs noter la réussite de chacun des 18 objectifs sur le livret de certification du candidat.
Les autorités maritimes procèdent à des contrôles sur site et peuvent en cas de non-respect des bonnes pratiques suspendre le moniteur et/ou son établissement pour une durée variable qui peut aller jusqu'à la suspension définitive.

## Débouchés
Les moniteurs bateau école peuvent exercer leur activité suivant 4 possibilités :
- Ouvrir leur propre bateau école.
- Travailler comme salarié d'un établissement bateau école.
- Travailler en indépendant pour un ou plusieurs établissements bateau école.
- Enseigner comme bénévole dans un cadre associatif.